# C/1707 W1
La cometa C/1707 W1 è una cometa non periodica scoperta il 29 novembre 1707 dagli astronomi Eustachio Manfredi e Vittorio Francesco Stancari. All'epoca non si usava dare alle comete il nome degli scopritori, per questo C/1707 W1 non porta i nomi dei due scienziati italiani.